# Aurora Consurgens (album)
Aurora Consurgens è il sesto disco del gruppo power/speed metal brasiliano Angra.
Si tratta di un concept album su Tommaso d'Aquino.

## Tracce
1. The Course of Nature (Falaschi/Loureiro)
2. The Voice Commanding You (Bittencourt)
3. Ego Painted Grey (Loureiro/Bittencourt)
4. Breaking Ties (Falaschi/Andreoli)
5. Salvation: Suicide (Loureiro/Bittencourt)
6. Window To Nowhere (Loureiro/Bittencourt)
7. So Near So Far (Loureiro)
8. Passing By (Andreoli)
9. Scream Your Heart Out (Loureiro)
10. Abandoned Fate (Loureiro)
11. Out Of This World - bonus track per il Giappone (*)

(*) Cantata da Rafael Bittencourt. Il testo parla di Marcos Pontes, il primo astronauta brasiliano.

## Formazione
- Eduardo Falaschi - voce
- Kiko Loureiro - chitarra
- Rafael Bittencourt - chitarra
- Felipe Andreoli - basso
- Aquiles Priester - batteria